# Мори, Масахиро
Масахиро Мори (яп. 森 政弘 Мори Масахиро, 12 февраля 1927, Миэ — 12 января 2025) — японский учёный-робототехник, инженер.
Наиболее известен открытием эффекта «Зловещей долины» (яп. 不気味の谷 букими но тани, англ. The Uncanny Valley), в соответствии с которым люди положительно воспринимают все более похожих на человека роботов, но после определенного предела сходства они начинают вызывать у людей отторжение. Эффект стал известен после публикации в 1970 году одноименной статьи Мори. Его изучение привело учёного к мысли о том, что создатели роботов не должны пытаться сделать их слишком похожими на человека.
В 1974 году Мори опубликовал книгу «Будда в роботе» о своих воззрениях на религию и робототехнику, а также их сочетание. С 1988 многократно организовывал в Японии конкурсы на создание роботов и сам в них участвовал.
Был президентом Исследовательского института Мукта в Токио (основанного им же). Институт занимается продвижением религиозных, научных и смешанных идей Масахиро Мори, а также предоставляет консультации по автоматизации и использованию роботов в промышленности.
Умер 12 января 2025 года в возрасте 97 лет.

## Научные труды
- Mori, M. (1970/2012). The uncanny valley (K. F. MacDorman & N. Kageki, Trans.). IEEE Robotics & Automation Magazine[англ.], 19(2), 98-100. doi:10.1109/MRA.2012.2192811
- Mori, M. (2005). On the uncanny valley. Proceedings of the Humanoids-2005 workshop: Views of the Uncanny Valley. 5 December 2005, Tsukuba, Japan.
- Mori, Masahiro: Das unheimliche Tal. Übersetzung aus dem Japanischen: MacDorman, Karl F.; Schwind, Valentin. in: Haensch, Konstantin Daniel; Nelke, Lara; Planitzer, Matthias (Hrsg.): Uncanny Interfaces. Textem Verlag, Hamburg 2019. S. 212—219, doi:10.5281/zenodo.3226987. ISBN 978-3-86485-217-6